# Acridocarpus congolensis
Acridocarpus congolensis är en tvåhjärtbladig växtart som beskrevs av Thomas Archibald Sprague. Acridocarpus congolensis ingår i släktet Acridocarpus och familjen Malpighiaceae. Inga underarter finns listade i Catalogue of Life.